# Francisco Tejeda Jaramillo
Francisco Javier Tejeda Jaramillo (Colima, Colima, México, 14 de agosto de 1952) Es pintor, escultor e inventor. Reconocido internacionalmente por su estilo único y prácticamente libre de influencias y por el hecho de haberlo desarrollado en prisión donde se encontró desde el año de 1985 hasta el 28 de octubre de 2016 que salió libre. También es reconocido por su labor social y como promotor cultural dentro del Reclusorio Norte en la Ciudad de México.

## Semblanza
Empezó a pintar a los 16 años de edad, cuadros comerciales para el turismo en Tijuana, Baja California realizando esta actividad durante 10 años, durante este periodo fue campeón de ciclismo en dos ocasiones en los años de 1970 y 1971 también se desempeñó como especialista en rescate acuático en la Cruz Roja en el estado de Baja California.
En el año de 1978 ingreso a la academia de policía, para después formar parte de la Policía Judicial del estado de Baja California posteriormente en el año de 1983 estudio la carrera de piloto aviador en la escuela de aviación Francisco Sarabia. 
En el año de 1985 fue encarcelado en el Reclusorio Preventivo Varonil Norte del Distrito Federal acusado por el asesinato del asesinato del agente de la DEA Enrique Camarena Salazar y sentenciado a 40 años. En prisión estudio con profundidad las técnicas y los materiales artísticos y en el año 2003 publicó el libro “Los Materiales de Comprobada Permanencia en la Pintura al Óleo” que se encuentra disponible en internet.
Desde el año de 1986 retomó la práctica de la pintura en un taller otorgado por las autoridades de la prisión y con cientos de libros como Maestros comenzó su carrera como Artista Plástico y al mismo tiempo ha impartido clases de pintura a otros internos desde 1990.

## Premios
- En el año de 1994 ganó el Primer lugar en la categoría de Diseño industrial en el Certamen Nacional “Libertad Creativa” organizado por la secretaria de Gobernación; con el diseño de un bastidor para pintura artística.

- En 1999 gana el Segundo lugar en el quinto Concurso Nacional de Dibujo y Pintura, “ David Alfaro Siqueiros” con la obra “Autorretrato con mi familia”.

- En el año 2000 gana el Primer lugar en el sexto Concurso Nacional de Dibujo y Pintura, “ David Alfaro Siqueiros” con la obra “Conquistando el Universo”.

## Enlaces
Página Web.